# Kasyno internetowe
Kasyno internetowe (online) – internetowy system gier hazardowych, czyli wszystkich gier pieniężnych, w których o wygranej decyduje los. Kasyna internetowe działają w zbliżony sposób do kasyn tradycyjnych.
Gra odbywa się przez przeglądarkę (stronę internetową) lub aplikację (którą można pobrać na stronie danego kasyna). Można posługiwać się wirtualnymi żetonami lub kryptowalutami. W zależności od kraju, z kasyn internetowych mogą korzystać wyłącznie osoby pełnoletnie.
W Polsce na mocy nowelizacji Ustawy o grach hazardowych, zwanej ustawą hazardową jedynym legalnym kasynem internetowym jest Total Casino, którego operatorem jest Totalizator Sportowy.

## Rodzaje kasyn internetowych

### Kasyna przeglądarkowe
Kasyna przeglądarkowe działają bezpośrednio w przeglądarce internetowej, bez konieczności pobierania dodatkowego oprogramowania. W przeszłości bardziej złożone gry mogły wymagać instalacji dodatków, takich jak Java, Flash czy Shockwave, jednak ich wycofanie z użytku sprawiło, że stało się to rzadkością.
Coraz więcej dostawców tworzy gry kasynowe wyłącznie w technologii HTML5, co umożliwia ich uruchamianie także na urządzeniach mobilnych, takich jak tablety czy smartfony, które nie obsługują Flash.
Do sprawnego działania gier wymagana jest stabilna i szybka łączność internetowa, ponieważ wszystkie elementy graficzne, dźwięki i animacje są przesyłane bezpośrednio z serwera kasyna.

### Kasyna wymagające instalacji oprogramowania
Wiele kasyn internetowych funkcjonowało niegdyś w formie aplikacji wymagających pobrania i instalacji na komputerze. Oprogramowanie łączyło się bezpośrednio z serwerem kasyna, z pominięciem przeglądarki. Tego typu rozwiązania oferowały zwykle szybsze działanie, ponieważ wszystkie komponenty były przechowywane lokalnie na dysku użytkownika, bez potrzeby ich ciągłego pobierania.
Wadą była jednak czasochłonna instalacja oraz ryzyko związane z pobieraniem oprogramowania z Internetu, w tym możliwość zainfekowania komputera złośliwym oprogramowaniem.

## Bonusy
Kasyna internetowe oferują różne rodzaje bonusów, głównie w celach marketingowych, aby przyciągnąć i zatrzymać graczy. Najczęściej spotykanym bonusem jest tzw. bonus powitalny, przyznawany przy pierwszej wpłacie. Może on obejmować jedną lub kilka pierwszych wpłat i być związany z konkretnymi grami, np. automatami lub grami stołowymi.
Wiele bonusów wymaga spełnienia określonych warunków obrotu — gracz musi postawić daną kwotę, zanim będzie mógł wypłacić środki. Ma to na celu ochronę kasyna przed nadużyciami, ponieważ wszystkie gry posiadają przewagę kasyna (house edge).
Niektóre kasyna oferują również:
- Bonusy bez depozytu – przyznawane bez konieczności wpłaty własnych środków,
- Bonusy za polecenie – zarówno dla polecającego, jak i nowego gracza,
- Cashback – zwrot części przegranych środków,
- Punkty lojalnościowe (comps) – wymienialne na nagrody lub gotówkę,
- Bonusy „niewypłacalne” (tzw. „sticky”) – mogą być używane do gry, ale nie można ich wypłacić.

Praktyka tzw. bonus huntingu, czyli celowego korzystania z promocji w celu uzyskania matematycznej przewagi, jest częsta, ale może prowadzić do sporów z kasynami. Część z nich klasyfikuje takich graczy jako nadużywających bonusów.

## Bezpieczeństwo
Kasyna internetowe wykorzystują systemy szyfrowania danych, aby chronić informacje przesyłane między urządzeniem gracza a serwerem kasyna. W celu zapobiegania praniu pieniędzy, oszustwom i innym nadużyciom, operatorzy kasyn są zobowiązani do weryfikacji tożsamości użytkowników w ramach procedury KYC. Większość jurysdykcji regulujących hazard internetowy nakłada również obowiązek regularnej kontroli generatorów liczb losowych wykorzystywanych w grach, co ma na celu zapewnienie uczciwości i transparentności działania platformy.